# Grubereck
Das Grubereck ist ein 1664 m ü. NHN hoher Berg am Kamm zwischen Setzberg und Risserkogel. Er liegt in der Gemarkung von Kreuth. Ein gleichnamiger 2167 m hoher Berg liegt im Salzburger Raurisertal.